# Carpe frite

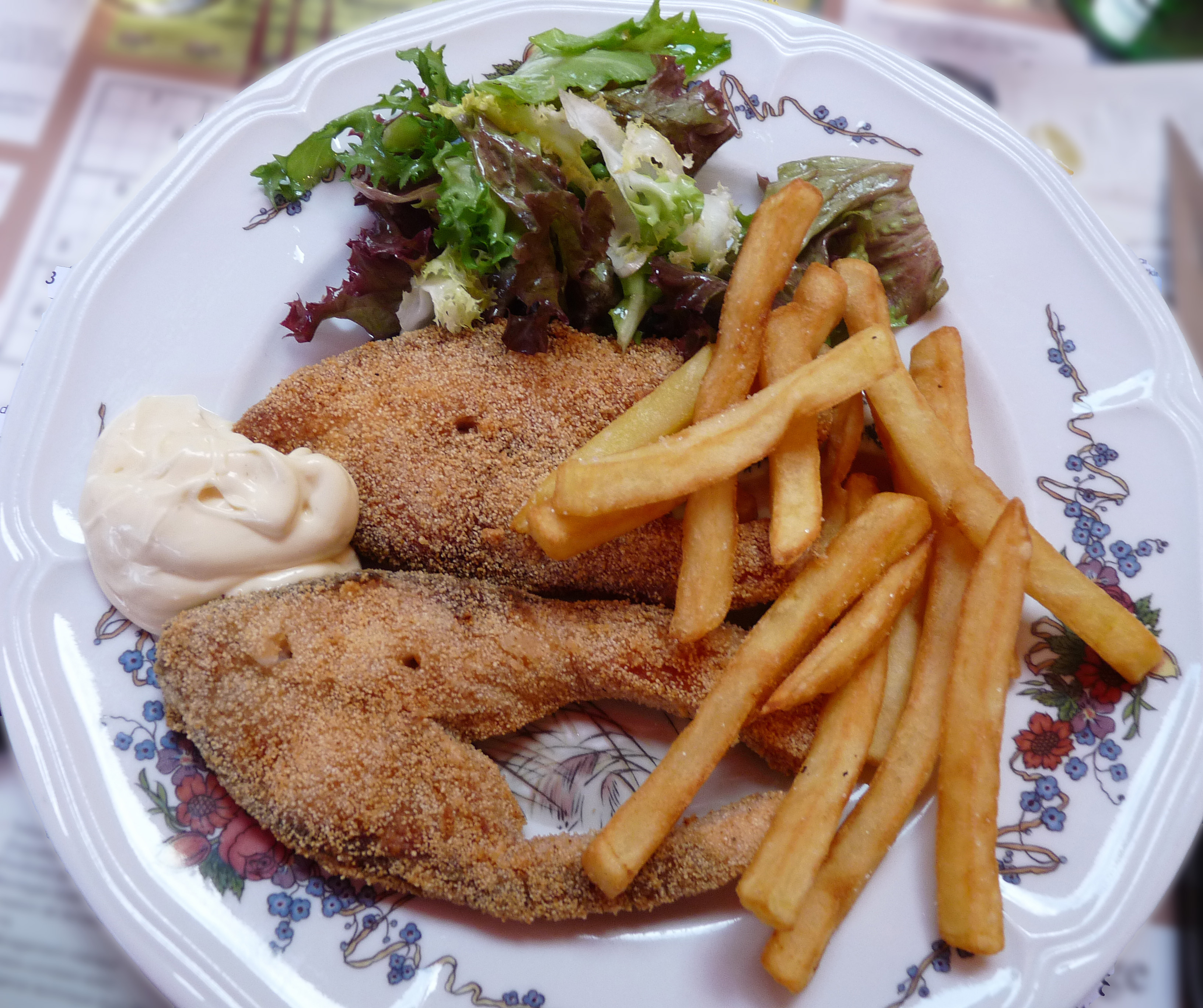
Darnes de carpe frite servies avec de la salade, des frites et de la mayonnaise.

La carpe frite ou friture de carpes est une spécialité du pays du Sundgau. Elle figure au menu de la plupart des auberges qui la servent frite, accompagnée de frites ou, plus rarement, de pommes de terre. Il existe également une route, dite de la carpe frite.

## Légende
« En ce temps-là, le fils du comte de Ferrette aimait à se promener du côté de Liebsdorf. Un jour, il rencontra une jeune bergère dont la beauté l'éblouit. Éperdument amoureux de la belle et n'osant lui déclarer sa flamme, il exprima son amour en un poème qu'il grava sur la pierre où elle aimait se reposer. Séduite par ce doux message, la bergère accepta aussitôt d'épouser le chevalier. Hélas, fallait-il encore convaincre le comte de Ferrette qui s'opposa à de telles épousailles. Croyant l'exploit impossible, le comte exigea de la bergère qu'elle accomplisse quelque action extraordinaire qui la rende digne de ce mariage. Confiante, la jeune fille lui proposa de goûter à ses mystérieux Poissons d'Or. Intrigué, celui-ci accepta. Elle alla alors pêcher des carpes qu'elle prépara à sa façon et fit dorer à l'huile. Conquis par les délices qui lui étaient proposées, le comte accepta bien volontiers l'union de son fils et de la bergère. Il leur fit construire un château sur la pierre témoin de leur idylle, endroit désormais connu sous le nom de Liebenstein qui signifie "pierre de l'Amour". C'est ainsi que la carpe frite devient un mets si prisé dans le Sundgau. »